# Joan Jofre i Torroella
Joan Jofre i Torroella (Girona, 1 de novembre de 1947) és un biòleg català. El 1971 es llicencià en biologia a la Universitat de Barcelona, en la qual es doctorà el 1974 amb premi extraordinari. De 1975 a 1977 va fer una estada postdoctorat al Departament de Virologia i Epidemiologia del Baylor College of Medicine, a Houston (Texas).
El 1978-1979 fou professor agregat de microbiologia a la Facultat de Farmàcia de la Universitat Complutense de Madrid i de 1979 a 1982 ho fou al Departament de Biologia de la Facultat de Ciències de la Universitat de les Illes Balears. El 1982 obtingué la càtedra de microbiologia a la facultat de Biologia de la Universitat de Barcelona, de la qual fou vicerector de Recerca i Política Científica (1986-1990) i membre del Comitè Acadèmic (1999-2003).
Recerca en diferents aspectes de microbiologia i virologia d'aigües relacionada amb salut amb una atenció especial als virus i els bacteriòfags com a potencials indicadors d'aquests, principalment els plasmidis bacterians i la genètica d'herpesvirus. Des de 1987 és consultor de l'Organització Mundial de la Salut en contaminació microbiana d'aigües i va ser un dels experts consultats sobre la potencial importància de la via de l'aigua en la transmissió de la grip aviària. Des de 1999 també és membre de l'Associació Espanyola de Normalització i Certificació (AENOR).
De 2000 a 2005 fou president del Health Related Water Microbiology Group de la International Water Association. Des de 2001 és acadèmic de l'American Academy of Microbiology, des del 2003 de la Reial Acadèmia de Ciències i Arts de Barcelona i des de 2008 Membre de l'Institut d'Estudis Catalans. També és membre de la Societat Catalana de Biologia, de la Societat Espanyola de Microbiologia,
de la Societat Espanyola de Virologia i de l'Associació Internacional de l'Aigua. El 1997 va rebre la Medalla Narcís Monturiol al mèrit científic i tecnològic de la Generalitat de Catalunya. Des de 2017 presideix la RACAB.

## Obres
- Morris, R.; Jofre, J. [ed.] (2000). Health-Related Water Microbiology. Londres: IWA Publishing.
- Jofre, J.; Parés, R. (1986). Estudi d'un model per al desenvolupament de la biotecnologia a Catalunya a partir de la situació actual a l'ensenyament, la recerca i la indústria. (Informes CIRIT; 1)
- Jofre, J. (2007). Oportunitats relacionades amb el cicle integral de l'aigua per a les empreses de l'Àrea Metropolitana de Barcelona. 94 p. (Col·lecció Estratègia. Pla Estratègic Metropolità de Barcelona)